# 岡山県道477号金屋国分寺線
岡山県道477号金屋国分寺線（おかやまけんどう477ごう かなやこくぶんじせん）は、岡山県津山市を通る一般県道である。

## 概要
津山市金屋と津山市国分寺を結ぶ。

### 路線データ
- 起点：津山市金屋（岡山県道26号津山柵原線交点）
- 終点：津山市国分寺（国分寺交差点、国道53号交点）
- 総延長：3.1 km
- 実延長：3.0 km

## 歴史
- 1995年（平成7年）7月1日 - 岡山県告示第426号により認定される。

## 路線状況

### 重複区間
- 岡山県道350号西吉田川崎線（津山市国分寺）

### 道路施設

#### 橋梁
- 渡船場大橋（延長122 m、吉井川、津山市金屋 - 津山市瓜生原（うりゅうばら））

## 地理

### 通過する自治体
- 津山市

### 交差する道路
| 交差する道路                                                          | 交差する場所 | 交差する場所        |
| --------------------------------------------------------------------- | ------------ | ------------------- |
| 岡山県道26号津山柵原線                                                | 金屋         | 起点                |
| 岡山県道350号西吉田川崎線 重複区間起点                                | 国分寺       |                     |
| 岡山県道350号西吉田川崎線 重複区間起点                                | 国分寺       |                     |
| 国道53号 国道179号 重複 国道429号 重複 岡山県道345号上横野兼田線 重複 | 国分寺       | 国分寺交差点 / 終点 |

### 交差する鉄道
- 姫新線

### 沿線
- 吉井川
- JR西日本因美線・姫新線 東津山駅（終点付近）